# Segunda División de Bélgica
La Segunda División de Bélgica, oficialmente Challenger Pro League, es una competición con el formato de liga para equipos de fútbol, siendo la segunda división de Bélgica. Fue creada por la Real Asociación Belga de Fútbol en 2016, reemplazando a la Tweede Klasse.

## Historia
La categoría fue creada en 2016 como sucesora de la Tweede Klasse (Segunda Belga) debido a la reforma del sistema de ligas del fútbol belga que reducía el n.º de clubes profesionales a 24 y el n.º de equipos del segundo nivel de la pirámide a 8.
Durante la etapa de la Segunda División desde 1973 a 2016, el campeón y el ganador de la eliminatoria ascendían a Primera División. A partir de 2016, el campeón no tiene garantizado el ascenso. La liga estaba dividida en dos vueltas de 15 jornadas. Los campeones de cada vuelta juegan entre sí la final, ascendiendo el ganador a Primera. Si un club gana ambas vueltas, no se juega la final y asciende automáticamente. En 2017, Lierse SK fue campeón de liga, pero no ascendió porque no ganó ninguna vuelta. Royal Antwerp y SV Roeselare jugaron la final.

## La Competición

### Hasta 2020
Desde su implantación en 2016 hasta 2020, la temporada constaba de dos competiciones independientes (2 vueltas) en las que los ocho equipos jugaban todos contra todos dos veces. Los campeones de cada competición se enfrentaban en una eliminatoria a doble partidos y el ganador era nombrado campeón y ascendía a Primera División A.
En cuanto a los restantes equipos, hasta 2019, los equipos del 2º al 4º jugaban con los equipos 7º al 15º de Primera División A un play-off por una plaza en la UEFA Europa League. Los restantes cuatro equipos jugaban un play-off de descenso, el último descendía a la Primera División Aficionada. Desde 2019, los seis primeros participan en el play-off de Europa League (incluido el equipo ascendido), jugando los dos últimos el play-off de descenso al mejor de 5 partidos.

### De 2020 a 2022
La temporada comprende una única liga (8 equipos, 28 jornadas). Los clubes se enfrentan todos contra todos cuatro veces en una competición regular con 28 jornadas. El campeón asciende directamente a Primera División. El segundo juega una eliminatoria a doble partido contra el penúltimo de Primera y, por lo tanto, también puede ascender. El último clasificado desciende a División Nacional 1 (antigua 1.ª División Aficionada).
La clasificación es determinada siguiendo este criterio, por el orden:
1. número de puntos;
2. número de victorias;
3. goal average;
4. un partido de desempate en campo neutral (con prórroga y tanda de penaltis si es necesario)

Un equipo no puede jugar en primera división si no tiene una licencia profesional. Si no la tiene, es reemplazado por el siguiente mejor posicionado en la liga regular. Para que se produzca el ascenso directo (lo contrario a los playoffs) el equipo debe acabar entre los tres mejores de Segunda División. Si no se cumple esta condición, el número de equipos en primera división desciende.

### A partir de 2022 (Challenger Pro League)
Desde la temporada 2022/23 la competición se amplía a 12 clubes, siendo éstos 4 clubes los filiales sub-23 de los equipos Anderlecht, Club Brujas, Genk y Standard de Lieja. Para ello el torneo pasa a disputarse todos contra todos en 2 vueltas, jugándose 22 jornadas. La tabla clasificatoria se divide en 2 mitades, los seis primeros jugarán a ida y vuelta 10 jornadas quedando el primer clasificado campeón y ascendiendo a la Primera División. Los seis últimos jugaran 10 jornadas a ida y vuelta, descendiendo el último clasificado a División Nacional 1. 
El 17 de junio de 2022 se decidió en la Asamblea General de la Pro League aumentar la Primera División B a 16 equipos a partir de la temporada 2023/24, de los cuales cuatro son equipos filiales. El número de clubes profesionales en Bélgica aumentará a 28 clubes. Habrá una liga regular con treinta jornadas. El primero y segundo ascenderán a Primera, los dos últimos descenderán a División Nacional 1. También se jugará una ronda final con los clubes del tercero al sexto para los partidos de desempate con el club catorce de Primera. 

## Equipos en la Segunda división 2025-2026
| Club                          | Ciudad              | Estadio                       | Capacidad |
| ----------------------------- | ------------------- | ----------------------------- | --------- |
| K Beerschot VA                | Amberes             | Olympisch Stadion             | 12,500    |
| SK Beveren                    | Beveren             | Freethiel Stadion             | 8,190     |
| Olympic Charleroi             | Charleroi           | Estadio de la Neuville        | 12,164    |
| Club NXT                      | Brujas              | Schiervelde Stadion           | 8,340     |
| Racing White Daring Molenbeek | Sint-Jans-Molenbeek | Estadio Edmond Machtens       | 12,266    |
| RSCA Futures                  | Anderlecht          | King Baudouin Stadium         | 38,000    |
| KAS Eupen                     | Eupen               | Estadio Kehrweg               | 8,636     |
| Francs Borains                | Boussu              | Stade Robert Urbain           | 6,000     |
| KAA Gent II                   | Gante               | Planet Group Arena            | 20,000    |
| Jong Genk                     | Genk                | Cegeka Arena                  | 24,956    |
| KV Kortijk                    | Kortijk             | Guldensporen Stadion          | 9,400     |
| KSC Lokeren                   | Lokeren             | Daknamstadion                 | 12,136    |
| Lierse SK                     | Lier                | Herman Vanderpoortenstadion   | 14,538    |
| Lommel SK                     | Lommel              | Soevereinstadion              | 8,000     |
| Patro Eisden Maasmechelen     | Maasmechelen        | Gemeentelijk Sportparkstadion | 5,500     |
| RFC Liège                     | Liège               | Stade de Rocourt              | 8,000     |
| RFC Seraing                   | Seraing             | Stade du Pairay               | 8,207     |

## Historia Tweede Klasse
A través de una reforma de la liga en 1909, se estableció un verdadero segundo nivel nacional a partir de la temporada 1909-10, como la actual segunda división. Inicialmente, solo el campeón ascendía a Primera División, a partir de la temporada 1911-12, también fue ascendido el subcampeón. El nombre oficial de esta categoría era Promoción. Su primer campeón fue el Racing de Malinas.
Al final de la temporada 1922-23, la Federación dividió el segundo nivel en dos grupos: "Promoción A" y "Promoción B".

### Cambio de nombre
A partir de la temporada 1926-27, el segundo nivel volvió a convertirse en un solo grupo y se le dio el nombre de División 1. La Federación belga crea una 3ª nacional que heredó el nombre de "Promoción". Los dos primeros ascendían a la División de Honor, mientras que los tres últimos equipos descendían a la Promoción.
Para la temporada 1931-32, el segundo nivel se dividió nuevamente en dos grupos de igual valor: División 1A y División 1B. Ambos campeones ascendían.

### Finalmente... División 2
Fue durante la temporada 1952-1953 que el segundo nivel del fútbol belga encontró una serie única y finalmente recibió el nombre oficial de División 2 .
A partir de la temporada 1974-1975 , la División 2 belga innovó aplicando una ronda final para designar el segundo equipo ascendido. Esta ronda final reúne al segundo clasificado de la clasificación final y tres "ganadores de período". De hecho, a partir de esta temporada 1974-75, se establecieron tres clasificaciones distintas cada temporada, para las jornadas 1 a 10, 11 a 20 y 21 a 30. Estos períodos se convirtieron rápidamente en el lenguaje actual de las " rebanadas ". Este sistema "parcial" se extendió a la 3ª y 4ª categoría nacional desde la temporada 1993-94.

### Liga EXQI efímera
Durante la temporada 2008-09, la serie también tomó el nombre comercial de EXQI League, tras la asociación concluida con la empresa Alfacam. Esto, sin pagar nada a los clubes, capturó y transmitió en vivo las imágenes de muchos encuentros.
Privados de una gran parte de los honorarios recaudados anteriormente, tras la reorganización de la Liga Profesional (por lo tanto de hecho de la División 1-Jupiler Pro League), los líderes de la División 2 habían aceptado la propuesta de la empresa Alfacam, con la esperanza de de mejorar la visibilidad y notoriedad de sus respectivos clubes. Pero la experiencia se truncó. Ante los exiguos resultados concretos en cuanto a "retorno publicitario", los clubes D2 pusieron fin a esta colaboración en octubre de 2010. Por lo tanto, el nombre "Liga EXQI" ya no se utilizó.

### Nuevo nombre
El 16 de agosto de 2012, el operador de telecomunicaciones belga "Belgacom" anuncia que se ha comprometido a convertirse en el "patrocinador principal" de la competición de fútbol de la División 2 de la temporada 2012-13. Cada jornada se retransmiten dos encuentros en directo por el canal de televisión “Belgacom 11”. La división de fútbol belga 2 se convierte así en la “Liga Belgacom”. Para la temporada 2014-15, el nombre de Belgacom League cambia a Proximus League.

## Palmarés
| Temporada                                                                              | Campeón        | Ascenso                                                 | Descenso a regional                                                       |
| -------------------------------------------------------------------------------------- | -------------- | ------------------------------------------------------- | ------------------------------------------------------------------------- |
| 1909-10                                                                                | Racing Malinas | Racing Malinas (1º)                                     | Ningún club descendido                                                    |
| 1910-11                                                                                | KRC Gent       | KRC Gent (1º)                                           | Uccle Sport (2º)·SC Theux (11º)·Antwerp Football Alliance (12º)           |
| 1911-12                                                                                | RFC Lieja      | RFC Lieja (1º)·RCS Verviétois (2º)                      | AS Anvers-Borgerhout (11º) · Berchem Sport (12º)                          |
| 1912-13                                                                                | AA La Gantoise | AA La Gantoise (1º)·Léopold Club (2º)                   | RFC Tournai (11º) · FC Avenir Hasselt (12º)                               |
| 1913-14                                                                                | Uccle Sport    | Uccle Sport (1º)·Racing Malinas (2º)                    | Excelsior FC Hasselt (11º) · Excelsior SC de Bruxelles (12º)              |
| No se jugó fútbol de competición entre 1914 y 1919 debido a la Primera Guerra Mundial. |                |                                                         |                                                                           |
| 1919-20                                                                                | Tilleur FC     | Ningún club ascendido                                   | Ningún club descendido                                                    |
| 1920-21                                                                                | Standard Lieja | Standard Lieja (1º)·FC Malinas (2º)·RSC Anderlecht (3º) | RAEC Mons (12º)                                                           |
| 1921-22                                                                                | Uccle Sport    | Uccle Sport (1º)·Berchem Sport (2º)                     | CS La Forestoise (11º)·Courtrai Sport (12º)·Boom FC (13º)·Fléron FC (14º) |
| 1922-23                                                                                | RFC Lieja      | RFC Lieja (1º)·KRC Gent (2º)                            | Ningún club descendido                                                    |

| Temporada | Campeón                                               | Ascenso                                                                            | Descenso a regional |
| --------- | ----------------------------------------------------- | ---------------------------------------------------------------------------------- | --- |
| 1923-24   | grupo A: RSC Anderlecht grupo B: White Star Woluwe AC | RSC Anderlecht (1º en A) White Star Woluwe AC (1º en B) FC Malinas (2º en A)       | CS de Schaerbeek (11º en A)·Skill Racing Union (12º en A)·RAEC Mons (13º en A)·US Tournaisienne (14º en A)·Vilvorde FC (11º en B)·AA Termondoise (12º en B)·Entente Tamines (13º en B)·Fléron FC (14º en B) |
| 1924-25   | grupo A: Tilleur FC grupo B: CS Verviétois            | Tilleur FC (1º en A) CS Verviétois (1º en B) Racing Malinas (2º en A)              | Charleroi SC (11º en A)·Excelsior FC Hasselt (12º en A)·Racing FC Montegnée (13º en A)·SV Audenaerde (14º en A)·SC Theux (11º en B)·SV Blankenberghe (12º en B)·FC Bressoux (13º en B)·Jeunesse Arlonaise (14º en B) |
| 1925-26   | grupo A: Racing Club de Bruxelles grupo B: FC Malinas | Racing Club de Bruxelles (1º en A) FC Malinas (1º en B) CS La Forestoise (2º en A) | Stade Louvaniste (8º en A)·Courtrai Sport (9º en A)·AS Renaisienne (10.º en A)·FC Sérésien (11º en A)·RC Vottem (12º en A)·Excelsior SC de Bruxelles (13º en A)·US Tournaisienne (14º en A)·CS Tongrois (8º en B)·AS Ostendaise (9º en B)·R. Léopold Club (10.º en B)·SR Dolhain FC (11º en B)·RAEC Mons (12º en B)·KV Oostende (13º en B)·Vilvorde FC (14º en B) |

| Temporada | Campeón             | Ascenso                                   | Descenso a Tercera                                                        |
| --------- | ------------------- | ----------------------------------------- | ------------------------------------------------------------------------- |
| 1926-27   | Lierse SK           | Lierse SK (1º)·RSC Anderlecht (2º)        | AS Herstalienne (12º)·Sint-Ignatius SC Antwerpen (13º)·SRU Verviers (14º) |
| 1927-28   | FC Malinas          | FC Malinas (1º)·R. Tilleur FC (2º)        | Courtrai Sport (12º)·Oude God Sport (13º)·Fléron FC (14º)                 |
| 1928-29   | RFC Brujas          | RFC Brujas (1º)·RSC Anderlecht (2º)       | CS Tongrois (12º)·Boom FC (13º)·AS Renaisienne (14º)                      |
| 1929-30   | Racing FC Montegnée | Racing FC Montegnée (1º)·Tubantia FAC(2º) | White Star Woluwe AC (12º)·Vilvorde FC (13º)·RCS Verviétois (14º)         |
| 1930-31   | KRC Gent            | KRC Gent (1º)·FC Turnhout (2º)            | Ningún club descendido                                                    |

### División 1
Categoría dividida en dos grupos, ambos campeones ascendían a División de Honor.
| Temporada | Grupo A                     | Grupo B                  |
| --------- | --------------------------- | ------------------------ |
| 1931-32   | TSV Lyra                    | Racing Club de Bruxelles |
| 1932-33   | Belgica FC Edegem           | R. Tilleur FC            |
| 1933-34   | White Star Woluwe FC        | R. Berchem Sport         |
| 1934-35   | RFC Brugeois                | RSC Anderlechtois        |
| 1935-36   | FC Turnhout                 | ARA La Gantoise          |
| 1936-37   | RC Tirlemont                | OC de Charleroi          |
| 1937-38   | Boom FC                     | RCS Brugeois             |
| 1938-39   | SC Eendracht Aalst          | R. Tilleur FC            |
| 1939-40   | Suspendida por la Guerra    | Suspendida por la Guerra |
| 1940-41   | Suspendida por la Guerra    | Suspendida por la Guerra |
| 1941-42   | RCS La Forestoise           | Racing Club de Bruxelles |
| 1942-43   | K. Lyra                     | R. Berchem Sport         |
| 1943-44   | Sint-Niklaassche SK         | RFC Liégeois             |
| 1944-45   | Suspendida por la Guerra    | Suspendida por la Guerra |
| 1945-46   | RFC Brugeois                | K. Lyra                  |
| 1946-47   | R. Uccle Sport              | R. Charleroi SC          |
| 1947-48   | RC Mechelen KM              | R. Tilleur FC            |
| 1948-49   | R. Stade Louvaniste         | RFC Brugeois             |
| 1949-50   | Daring Club de Bruxelles    | K. Beeringen FC          |
| 1950-51   | Royale Union Saint-Gilloise | RUS Tournaisienne        |
| 1951-52   | KRC Gent                    | K. Beringen FC           |

### División II
El campeón y subcampeón ascienden a la primera división.
| Temporada | Campeón                     | Subcampeón                  |
| --------- | --------------------------- | --------------------------- |
| 1952-53   | K. Lyra                     | Lierse SK                   |
| 1953-54   | K. Waterschei SV Thor       | Racing Club de Bruxelles    |
| 1954-55   | Daring Club de Bruxelles    | K. Beeringen FC             |
| 1955-56   | RCS Verviétois              | R. OC de Charleroi          |
| 1956-57   | K. Waterschei SV Thor       | K. Sint-Truidense VV        |
| 1957-58   | K. Beringen FC              | RRC Tournai                 |
| 1958-59   | Daring Club de Bruxelles    | RFC Brugeois                |
| 1959-60   | KSC Eendracht Aalst         | VV Patro Eisden             |
| 1960-61   | KFC Diest                   | RCS Brugeois                |
| 1961-62   | R. Berchem Sport            | K. Beeringen FC             |
| 1962-63   | KFC Malinois                | KFC Turnhout                |
| 1963-64   | Royale Union Saint-Gilloise | R. Tilleur FC               |
| 1964-65   | R. Racing White             | KFC Malinois                |
| 1965-66   | KSV Waregem                 | R. Charleroi SC             |
| 1966-67   | SK Beveren-Waas             | R. OC Charleroi             |
| 1967-68   | ARA La Gantoise             | Royale Union Saint-Gilloise |
| 1968-69   | AS Oostende KM              | R. Crossing Club Molenbeek  |
| 1969-70   | KFC Diest                   | R. Antwerp FC               |
| 1970-71   | KSV Cercle Brugge           | KV Mechelen                 |
| 1971-72   | K. Berchem Sport            | K. Beeringen FC             |
| 1972-73   | SK Beveren-Waas             | KSV Waregem                 |

### División II con playoff final
Desde la temporada 1973-74, asciende el campeón además el ganador de la ronda final.
| Temporada | Campeón                        | Ganador ronda final                                            |
| --------- | ------------------------------ | -------------------------------------------------------------- |
| 1973-74   | R. OC de Montignies-sur-Sambre | AS Oostende KM Sporting Lokeren KFC Winterslag R. Charleroi SC |
| 1974-75   | KRC Mechelen                   | RAA Louviéroise                                                |
| 1975-76   | KFC Winterslag                 | KV Kortrijk                                                    |
| 1976-77   | K. Boom FC                     | RAA Louviéroise                                                |
| 1977-78   | K. Waterschei SV Thor Genk     | K. Berchem Sport                                               |
| 1978-79   | KSV Cercle Brugge              | KSC Hasselt                                                    |
| 1979-80   | KAA Gent                       | KV Kortrijk                                                    |
| 1980-81   | KSK Tongeren                   | KV Mechelen                                                    |
| 1981-82   | RFC Sérésien                   | K. Beerschot VAV                                               |
| 1982-83   | KV Mechelen                    | K. Beringen FC                                                 |
| 1983-84   | K. Sint-Niklase SK             | Racing Jet de Bruxelles                                        |
| 1984-85   | RWD Molenbeek                  | R.Charleroi SC                                                 |
| 1985-86   | K. Berchem Sport               | Racing Jet de Bruxelles                                        |
| 1986-87   | K. Sint-Truidense VV           | KFC Winterslag                                                 |
| 1987-88   | KRC Mechelen                   | K. Lierse SK                                                   |
| 1988-89   | KFC Germinal Ekeren            | KAA Gent                                                       |
| 1989-90   | RWD Molenbeek                  | KRC Genk                                                       |
| 1990-91   | KSK Beveren                    | KSC Eendracht Aalst                                            |
| 1991-92   | KFC Lommel SK                  | K. Boom FC                                                     |
| 1992-93   | RFC Sérésien                   | KV Oostende                                                    |
| 1993-94   | K. Sint-Truidense VV           | KSC Eendracht Aalst                                            |
| 1994-95   | KSV Waregem                    | KRC Harelbeke                                                  |
| 1995-96   | Sporting Lokeren               | KRC Genk R. Excelsior Mouscron                                 |
| 1996-97   | KSK Beveren                    | KVC Westerlo                                                   |
| 1997-98   | KV Oostende                    | KV Kortrijk                                                    |
| 1998-99   | KV Mechelen                    | KFC Verbroedering Geel                                         |
| 1999-00   | Royal Antwerp FC               | RAA Louviéroise                                                |
| 2000-01   | KFC Lommel SK                  | RWD Molenbeek                                                  |
| 2001-02   | KV Mechelen                    | RAEC Mons                                                      |
| 2002-03   | KSV Cercle Brugge              | K. Heusden-Zolder SK                                           |
| 2003-04   | FC Bruselas                    | KV Oostende                                                    |
| 2004-05   | SV Zulte Waregem               | KSV Roeselare                                                  |
| 2005-06   | RAEC Mons                      | Lierse SK                                                      |
| 2006-07   | FCV Dender EH                  | KV Mechelen                                                    |
| 2007-08   | KV Kortrijk                    | AFC Tubize                                                     |
| 2008-09   | K. Sint-Truidense VV           | KSV Roeselare                                                  |
| 2009-10   | Lierse SK                      | KAS Eupen                                                      |
| 2010-11   | Oud-Heverlee Leuven            | RAEC Mons                                                      |
| 2011-12   | RSC Charleroi                  | KVRS Waasland-Beveren                                          |
| 2012-13   | KV Oostende                    | Cercle Brugge                                                  |
| 2013-14   | KVC Westerlo                   | Royal Mouscron-Péruwelz                                        |
| 2014-15   | Sint-Truidense                 | Lommel United                                                  |
| 2015-16   | White Star Bruxelles           | K.A.S. Eupen                                                   |

### First Division B
Desde la temporada 2016-17, asciende solo el equipo campeón.
| Temporada | Campeón                | Subcampeón             |
| --------- | ---------------------- | ---------------------- |
| 2016-17   | Royal Antwerp FC       | KSV Roeselare          |
| 2017-18   | KSV Cercle Brugge      | KFCO Beerschot Wilrijk |
| 2018-19   | KV Mechelen            | KFCO Beerschot Wilrijk |
| 2019-20   | KFCO Beerschot Wilrijk | OH Leuven              |
| 2020-21   | Union Saint-Gilloise   | RFC Seraing            |
| 2021-22   | KVC Westerlo           | RWD Molenbeek          |

### Challenger Pro League
| Temporada | Campeón        | Subcampeón       |
| --------- | -------------- | ---------------- |
| 2022-23   | RWD Molenbeek  | SK Beveren       |
| 2023-24   | K Beerschot VA | FCV Dender       |
| 2024-25   | Zulte Waregem  | RAAL La Louviere |

## Títulos por club
El siguiente resumen muestra el número de títulos por club (hasta la temporada 2023/24 incluida).
| Club (n.º matrícula)             | Títulos | Temporada ([1]: no oficial)                    |
| -------------------------------- | ------- | ---------------------------------------------- |
|                                  |         |                                                |
| KV Mechelen (25)                 | 7       | 1926 · 1928 · 1963 · 1983 · 1999 · 2002 · 2019 |
|                                  |         |                                                |
| R. Tilleur FC (21)               | 5       | 1920 · 1925 · 1933 · 1939 · 1948               |
| K. Berchem Sport (28)            | 5       | 1934 · 1943 · 1962 · 1972 · 1986               |
| RWD Molenbeek (47)               | 5       | 1924 · 1934 · 1965 · 1985 · 1990               |
| Cercle Brugge KSV (12)           | 5       | 1938 · 1971 · 1979 · 2003 · 2018               |
|                                  |         |                                                |
| R. Daring Club de Bruxelles (2)  | 4       | 1903 · 1950 · 1955 · 1959                      |
| Club Brujas (3)                  | 4       | 1929 · 1935 · 1946 · 1949                      |
| KAA Gent (7)                     | 4       | 1913 · 1936 · 1968 · 1980                      |
| RRC Gent (11)                    | 4       | 1908 · 1911 · 1931 · 1952                      |
| Racing Malinas (24)              | 4       | 1910 · 1948 · 1975 · 1988                      |
| K. Lyra (52)                     | 4       | 1932 · 1943 · 1946 · 1953                      |
| K. Sint-Truidense VV (373)       | 4       | 1987 · 1994 · 2009 · 2015                      |
| KSK Beveren (2300)               | 4       | 1967 · 1973 · 1991 · 1997                      |
| Union R. Saint-Gilloise (10)     | 4       | 1901 · 1904 · 1905 · 1906 · 1951 · 1964 · 2021 |
|                                  |         |                                                |
| RFC Lieja (4)                    | 3       | 1897 · 1912 · 1923 · 1944                      |
| R. Racing Club de Bruxelles (6)  | 3       | 1900 · 1926 · 1932 · 1942                      |
| RCS Verviétois (8)               | 3       | 1898 · 1925 · 1956                             |
| R. Uccle Sport (15)              | 3       | 1914 · 1922 · 1947                             |
| K. Beeringen FC (522)            | 3       | 1950 · 1952 · 1958                             |
| K. Waterschei SV Thor Genk (553) | 3       | 1954 · 1957 · 1978                             |
| K Beerschot VA (13)              | 3       | 1907 · 2020 · 2024                             |
|                                  |         |                                                |
| Standard Lieja (16)              | 2       | 1909 · 1921                                    |
| Royal Antwerp FC (1)             | 2       | 2000 · 2017                                    |
| RFC Sérésien (17)                | 2       | 1982 · 1993                                    |
| Sporting Charleroi (22)          | 2       | 1947 · 2012                                    |
| K. Lierse SK (30)                | 2       | 1927 · 2010                                    |
| KV Oostende (31)                 | 2       | 1998 · 2013                                    |
| RSC Anderlecht (35)              | 2       | 1924 · 1935                                    |
| KFC Diest (41)                   | 2       | 1961 · 1970                                    |
| K. Boom FC (58)                  | 2       | 1938 · 1977                                    |
| KSC Eendracht Aalst (90)         | 2       | 1939 · 1960                                    |
| K. Sint-Niklase SK (221)         | 2       | 1944 · 1984                                    |
| R. OC de Charleroi (246)         | 2       | 1937 · 1974                                    |
| KFC Lommel SK (1986)             | 2       | 1992 · 2001                                    |
| KSV Waregem (4451)               | 2       | 1966 · 1995                                    |
| KVC Westerlo (2024)              | 2       | 2014 · 2022                                    |
| SV Zulte Waregem (5381)          | 2       | 2005 · 2025                                    |
|                                  |         |                                                |
| R. Stade Louvaniste (18)         | 1       | 1949                                           |
| KV Kortrijk (19)                 | 1       | 2008                                           |
| RUS Tournaisienne (26)           | 1       | 1951                                           |
| RAEC Mons (44)                   | 1       | 2006                                           |
| RCS La Forestoise (51)           | 1       | 1942                                           |
| AS Oostende KM (53)              | 1       | 1969                                           |
| KSK Tongeren (54)                | 1       | 1981                                           |
| RFC Montegnée (77)               | 1       | 1930                                           |
| RC Tirlemont (132)               | 1       | 1937                                           |
| FC Turnhout (148)                | 1       | 1936                                           |
| Sporting Lokeren (282)           | 1       | 1996                                           |
| KFC Winterslag (322)             | 1       | 1976                                           |
| Belgica FC Edegem (375)          | 1       | 1933                                           |
| FC Brussels (1936)               | 1       | 2004                                           |
| KFC Germinal Ekeren (3530)       | 1       | 1989                                           |
| FCV Dender EH (3900)             | 1       | 2007                                           |
| White Star Bruxelles (5750)      | 1       | 2016                                           |
| Oud-Heverlee Leuven (6142)       | 1       | 2011                                           |
| RWDM (5479)                      | 1       | 2023                                           |